# Nationalpartiet Danmark
Nationalpartiet Danmark (NPD) var ett danskt nationalistiskt parti grundat 18 februari 1990 som en radikal utbrytning ur Den Danske Forening. Ledare för partiet var Kaj Vilhelmsen. 1994 gick resterna av Partiet de Nationale in i NPD. Partiet gick 1997 med i samarbetsorganet Nord-Nat. Enligt den danska underrättelsetjänsten hade partiet täta kontakter med nynazistiska DNSB.